# Bordj Menaïel
Bordj Menaïel è un comune dell'Algeria, situato nella provincia di Boumerdès.